# Kanotix
| Version | Datum               | Name                              |
| ------- | ------------------- | --------------------------------- |
| 2025-5  | seit 25. Mai 2025   | Towelfire-Nightly Build (preview) |
| 2024-4  | seit 1. April 2024  | Slowfire-Nightly Build            |
| 2020-4  | seit 12. April 2020 | Silverfire-Nightly Extra ISO      |
| 2019-5  | seit 8. Mai 2019    | Silverfire-Nightly-Build          |
| 2017-11 | 4. November 2017    | Steelfire-Nightly-Build-KDE       |
| 2017-8  | 27. August 2017     | Steelfire-Nightly-Build-LXDE      |
| 2015-4  | 26. April 2015      | Spitfire-Nightly Build            |
| 2014-5  | 10. Mai 2014        | Spitfire-preview LinuxTag 2014    |
| 2014-5  | 10. Mai 2014        | Dragonfire-LinuxTag 2014          |
| 2013-5  | 22. Mai 2013        | Dragonfire-LinuxTag 2013          |
| 2013-3  | 8. März 2013        | Dragonfire-CEBIT-Edition          |
| 2012-5  | 23. Mai 2012        | Dragonfire-2012-05                |
| 2012-5  | 23. Mai 2012        | Hellfire-2012-05                  |
| 2011-5  | 11. Mai 2011        | Hellfire-2011-05                  |
| 2011-3  | 2. März 2011        | Hellfire-2011-03                  |
| 2010    | 8. Juni 2010        | Excalibur                         |
| 2009    | 27. Dezember 2009   | Excalibur (Preview)               |
| 2008    | 1. Januar 2008      | Thorhammer (RC7)                  |
| 2007    | 15. September 2007  | Thorhammer (RC6)                  |

| Version | Datum              | Name              |
| ------- | ------------------ | ----------------- |
| 01-2006 | 2. Oktober 2006    | 2006-01 (RC4)     |
| 2006    | 14. Mai 2006       | 2006-VDR (RC6)    |
| 2006    | 14. Mai 2006       | 2006-Easter (RC4) |
| 2006    | 11. März 2006      | 2006-CeBit (RC3)  |
| 2005-04 | 31. Dezember 2005  |                   |
| 2005-03 | 6. Juni 2005       |                   |
| 2005-02 | 10. April 2005     |                   |
| 2005-01 | 12. Februar 2005   |                   |
| 10-2004 | 28. November 2004  | Bug Hunter X      |
| 09-2004 | 17. Oktober 2004   | Bug Hunter 09     |
| 08-2004 | 20. September 2004 | Bug Hunter 08     |
| 07-2004 | 29. Juli 2004      | Bug Hunter 07     |
| 06-2004 | 1. Juli 2004       | Bug Hunter 06     |
| 05-2004 | 23. April 2004     | Bug Hunter 05     |
| 04-2004 | 19. März 2004      | Bug Hunter 04     |
| 03-2004 | 2. März 2004       | Bug Hunter 03     |
| 02-2004 | 7. Februar 2004    | Bug Hunter 02     |
| 01-2004 | 3. Februar 2004    | Bug Hunter 01     |
| 01-2003 | 24. Dezember 2003  | XMAS Preview      |

KANOTIX ist eine Debian-basierte Linux-Distribution mit integriertem Live-System. Zunächst unter Verwendung der Knoppix-Technologie, basiert es seit 2010 auf Debian-Live.
KANOTIX ist explizit für moderne Hardware angepasst und – neben der Live-Funktion auch für Festplatten-Installationen ausgelegt. Als grafische Oberfläche wird standardmäßig KDE eingesetzt, seit Februar 2013 auch mit dem LXDE-Desktop. Im Unterschied zu ähnlichen Distributionen mit festgelegten Release-Terminen werden aus den Repositories der Distribution alle Varianten innerhalb eines Tages bzw. in der Nacht („nightly“) automatisch neu gebaut (Rolling Release).
Der Name „Kanotix“ leitet sich vom Nicknamen (Kano) des Entwicklers Jörg Schirottke ab.

## Geschichte
Die Distribution Kanotix ging aus Kano’s Scriptpage for Knoppix im Dezember 2003 mit der Xmas-Preview als eigenständiges, auf dem unstable-Zweig Debian-Sid basierendes Knoppix-Derivat hervor.
Im Jahr 2004 wurden 10 Kanotix-Versionen mit dem Namen Bughunter 1-X veröffentlicht, 2005 erschienen 4 stabile Versionen, die nur mit Erscheinungsjahr und laufender Nummer bezeichnet wurden. Aktuelle Ereignisse gaben im Jahr 2006 einigen Versionen den Namen „CEBIT“- und „Easter“-Edition. Die letzte auf Debian-Unstable basierende Version erschien am 2. Oktober 2006: Kanotix-2006-01-RC4.
Nach Unzufriedenheit mit der Stabilität wurde 2007 die Distribution auf Debian GNU/Linux 4.0 („Etch“) als Basis umgestellt, das vom 8. April 2007 bis 14. Februar 2009 der neue stable-Zweig von Debian war. Dabei blieb ein Teil der Community bei Debian Sid, woraus siduction entstand.
Während der Umstellungsphase im 1. Halbjahr 2007 konnten bestehende Kanotix-Installationen ebenfalls per apt-get dist-upgrade aktualisiert werden, vorausgesetzt, die Quellen waren vor dem Debian-Etch-Release am 8. April 2007 von Sid auf Etch geändert worden.
Die neue Basis brachte die beabsichtigten Vorteile mit sich: So können nunmehr weitgehend risikofrei Aktualisierungen (dist-upgrades) durchgeführt und zusätzliche Pakete installiert werden.
Um weiterhin auf moderner Hardware, insbesondere auf tragbaren Computern wie Laptops oder Netbooks lauffähig zu sein, wurde ein aktueller Kernel (aus Ubuntu-Sourcen) verwendet, der für Debian-„stable“ angepasst und modifiziert war. Daneben wurden die eigenen Pakete bzw. Scripte laufend aktuell gehalten.

## Umfang
Bei Kanotix handelt es sich um ein Linux-Live-System mit Installationsfunktion, das von einem bootfähigen Medium anfangs CD, DVD später mit den neueren Hybrid-Isos auch von bootfähigen USB-Medien wie USB-Stick gestartet werden kann; eine Festplatte bzw. eine Installation ist zum Testen und ggf. zum Arbeiten nicht erforderlich. Die enthaltenen WLAN-Treiber ermöglichen z. B. den Zugang ins Internet ohne Kabelverbindung. Auf Datenträger wie Festplatten, USB-Stick, Disketten kann im Live-Modus zugegriffen werden, Dateien auf NTFS-Partitionen können gelesen und ab Thorhammer-RC7 standardmäßig geschrieben werden (NTFS-3G).
Die neueren Kanotix-Versionen haben – wie vergleichbare Distributionen auch – ext4 als Standardfilesystem beim Installieren. Btrfs Reiserfs, XFS, JFS sind optional. Mit Kanotix-Excalibur konnte ab Kernel-Version 2.6.28 ext4 gewählt werden, es ist seit Kanotix-Hellfire die Standardeinstellung.
Kanotix hat eine funktionierende Hardware-Erkennung, auch für neuere Hardware. Es enthält freie und quelloffene Anwendungen, die Bildbearbeitung GIMP, den Browser Firefox bzw. den E-Mail-Klient Thunderbird und zahlreiche weitere Anwendungen. Als Büroanwendung ist die aktuelle Version von OpenOffice.org bzw. LibreOffice statt der älteren Versionen aus Debian-stable enthalten. Ebenso werden wine und der Multimessenger Pidgin, der IRC-Client Konversation und die VoIP Software Skype in der jeweils aktuellen Version im Kanotix-Repository vorgehalten.
Bis Kanotix-Thorhammer war – ebenso wie in Knoppix – der klik-Client enthalten. Dieser ist vor allem dazu gedacht, Programme im „live“-Betrieb zu installieren und zu testen.

## Livemodus
Kanotix kann im Livemodus ohne Festplatteninstallation zum Testen, aber auch zum Arbeiten benutzt werden. Durch die unionFS- bzw. aufs-Unterstützung können persönliche Einstellungen, zusätzlich „installierte“ Programme getestet werden. Auch die Speicherung von Daten und der Kanotix-Konfiguration auf der Festplatte oder einem mobilen Datenträger, z. B. einem USB-Stick, ist möglich (Erstellung eines bootbaren USB-Sticks mit „persistent“-Option).
Das Kanotix-Image kann von Festplatte oder einem USB-Stick, wenn vom BIOS unterstützt, gebootet werden. Dadurch ergibt sich ein erheblicher Geschwindigkeitsvorteil, und das macht ein (fast) normales Arbeiten wie bei einer Festplatteninstallation möglich.

## Festplatteninstallation
Kanotix kann mittels des mitgelieferten grafischen Installers auf die Festplatte installiert werden. Dabei bietet die neue Version des acritoxinstallers einen erheblich erweiterten Funktionsumfang. Dieser wurde laufend an die neuen Versionen bzw. neue Hardware angepasst. Für die Vorbereitung einer Installation kann neben der manuellen Partitionierung mit den Programmen gparted eine ganze Reihe „automatischer“ Einstellungen gewählt werden.
Der Installationsvorgang ist innerhalb von circa 10 bis 20 Minuten abgeschlossen, wenn man von einem mobilen Datenträger (anfangs CD heute DVD und USB-Stick) installiert, bei Verwendung einer Kanotix.iso auf der Festplatte läuft die Installation schneller ab.
Das so installierte Kanotix verhält sich wie eine reguläre Debian-Installation und kann somit auch durch Aktualisierungen aus dem Debian-Pool und dem Kanotix-Repository gepflegt werden.

## Kanotix-Thorhammer-2007
Kanotix-Thorhammer-2007 war die erste Version die auf Debian stable basierte und wurde nach einer Reihe interner Testversionen am 15. September 2007 als Release Candidate 6 veröffentlicht. Eine aktualisierte Version wurde am 1. Januar 2008 als Release Candidate 7 veröffentlicht. (Eine weitere bzw. „Final“-Version erschien nicht mehr.)
Alle neueren Kanotix-Versionen haben einen aktuellen Kernel aus Ubuntu-Sourcen. Einige Kernel-Korrekturen (sog. Kernel patches) flossen umgekehrt auch in die Ubuntu-Version 8.04 (Hardy Heron) ein.
Die Entwicklung im Jahr 2008 konzentrierte sich neben der Kernel-Entwicklung auf die Aktualisierung und Pflege des „Thorhammer“-Repositorys sowie der Erprobung von zusätzlichen Paketen und Funktionen. Dazu gehören auch Anpassungen für Netbooks bzw. Subnotebooks. Zu den wichtigsten Backports und Aktualisierungen gehörte OpenOffice.org 3.x. in der jeweils aktuellen Version.
Nach Angaben des Entwicklers ist ein Upgrade incl. Kernel-update grundsätzlich zu empfehlen, da auch wichtige Sicherheitsupdates enthalten sind. Nach der Freigabe war die Kernel-Version 2.6.28 als „generic“ und „server“ erhältlich, allerdings standen auch Updates der Kernel-Versionen ab 2.6.22 weiterhin zur Verfügung. Die Kernel-Versionen 2.6.24 bis 2.6.32 sind im „Thorhammer“-Repository enthalten.
Seit der Veröffentlichung von Kanotix-Excalibur-2010 (siehe unten) gab es keine updates mehr.

## Kanotix-Excalibur-2010
Die Version Kanotix-Excalibur basiert auf Debian 5.0 („Lenny“) und erfuhr gegenüber der Vorgängerversion einige grundsätzliche Neuerungen. Statt Knoppix wurde Debian-Live als Basis verwendet und der neue Bootloader GRUB2 eingesetzt. Die Kanotix-Excalibur.iso erschien in 7 Varianten: Im Gegensatz zu Kanotix-Thorhammer gab es neben der 32-Bit- auch wieder eine 64-Bit-Version, sowie eine 2in1-ISO mit beiden Versionen. Des Weiteren gab es auch die drei Versionen mit einem KDE Plasma Desktop 4.3 und eine all-in-one-ISO mit allen Varianten.
Kanotix setzte auch bei „Excalibur“ auf Funktionalität, so dass es bereits in der Grundausstattung produktiv eingesetzt werden konnte. Daher erschien beim offiziellen Release die Kanotix-Excalibur.iso nicht mehr als CD-Version, sondern ist mit deutlich mehr als 700 MB für den Start von USB-Stick (empfohlen) oder DVD konzipiert.

## Kanotix-Hellfire-2011/2012
Die unter dem Codenamen „Hellfire“ entwickelte Kanotix-Version basiert auf Debian 6 („Squeeze“). Kanotix-Hellfire brachte die KDE Software Compilation 4 Version 4.4.5 in einer 32-Bit und 64-Bit-Version aus Debian-Squeeze sowie ein neues Artwork. Wie bei Kanotix üblich wurden die enthaltenen Pakete des aktuellen Debian „Stable“ Zweigs durch eine Reihe zum Releasezeitpunkt topaktueller Pakete ergänzt u. a. den Kernel (Ubuntu – recompiled), LibreOffice und Kanos aktuelle Scripte.
Die erste Version Kanotix-Hellfire 2011-03 erschien am 2. März 2011 die zweite Kanotix-Hellfire 2011-05 am 11. Mai 2011 zum LinuxTag 2011.
Wie bei den Vorgängerversionen waren auch bei Kanotix-Hellfire nach dem Release laufend Aktualisierungen aus dem eigenen Repository (Kernel, LibreOffice, Iceweasel, Pidgin, wine u. a.) erhältlich. Mit der „Hellfire“-Version wurden erstmals die „GFX-Overlays“eingeführt, die eine Verwendung der binären 3D Grafiktreiber von Nvidia oder ATI bereits im Live Modus erlauben.

## Kanotix-Dragonfire-2012/2013
Neben einer aktualisierten Version von „Kanotix-Hellfire“ wurde auf dem Linuxtag 2012 die auf Debian 7 „Wheezy“ basierende Version Kanotix-2012-Dragonfire vorgestellt.
Alle Versionen wurden sowohl für 32-Bit als auch für 64-Bit angeboten, die 32-Bit-Versionen zusätzlich als sogenannte „Mini“-Versionen < 1 GB, wo umfangreiche Anwendungen wie LibreOffice, Wine u. a. entfernt wurden.
Eine aktuelle und spezielle Version wurde während der CeBIT 2013 angeboten.
Die neue stabile Version von Kanotix-Dragonfire wurde zum LinuxTag 2013 vorgestellt. Neben dem bei Kanotix traditionellen KDE-Desktop ist auch eine schlankere Version mit LXDE unter den Kanotix-Images. Daneben wird auch – ähnlich der speziellen „CeBIT-2013-Version“ – ein „KDE Spezial“ angeboten, das u. a. einen Steam-client sowie vorinstallierte 3D-Treiber für Nvidia und AMD enthält.

## Kanotix-Spitfire-2014/2017
Auf dem LinuxTag 2014 wurde neben einer aktuellen Version von Kanotix-Dragonfire als stabile Version auch ein „Preview“ von Kanotix-Spitfire, welches auf Debian 8 „Jessie“ basiert, vorgestellt.
Nach der Veröffentlichung von Debian 8 „Jessie“ am 25. April 2015 wurden die „Nightly Builds“, das sind tagesaktuelle snapshots für „Kanotix-Spitfire“ (weiterhin auch „Kanotix-Dragonfire“), neu aufgesetzt und mit den stabilen Original-Kernelversion (3.16.7) von Debian versehen. Die „Nightly Builds“ sind auch auf dem regulären Download-Server enthalten, sodass Kanotix de facto bzw. ausschließlich ein Rolling Release ist. Die neuesten Entwicklungen wurden auf der OpenRheinRuhr 2015 vorgestellt.

## Kanotix-Steelfire-2017/2018
Seit dem 27. August 2017, rund 2 Monate nach der Veröffentlichung von Debian 9 „Stretch“ am 17. Juni 2017, gibt es in den „nightlys“ und auf dem Mirror „LXDE-Steelfire“ in der i386- und amd64-Variante. Die „Nightly Builds“ sind auch auf dem Download-Server enthalten. Die KDE-Variante wurde zur OpenRheinRuhr am 4.–5. November 2017 vorgestellt, eine aktualisierte Version zur OpenRheinRuhr 2018 am 3./4. November 2018.

## Kanotix-Silverfire-2019/2020
Die Version Kanotix-Silverfire basiert auf Debian 10 „Buster“. Ebenso wie die Debian-Basis war Kanotix-Silverfire zunächst im „Testing“-Modus. Einige „Previews“ mit den Desktop-Umgebungen KDE und LXDE, jeweils in der 32- und 64-Bit Variante sind auf der Kanotix-Homepage verlinkt. Seit dem Release von Debian-Buster am 6. Juli 2019 stehen die neueren Kanotix-Versionen „silverfire“ sowie die Versionen „steelfire“ und „spitfire“ auf der neuen Downloadseite. Die erweiterten Versionen von KANOTIX-Silverfire Extra ISO 2020 sind seit 12. April 2020 auf der Downloadseite.

## Kanotix-Speedfire 2021
Das auf Silverfire folgende Kanotix-Speedfire basiert auf Debian 11 „Bullseye“. Hierzu wurde in der ersten Hälfte des Jahres ein entsprechendes Repository eingerichtet. Kanotix-Speedfire ist zunächst im „Testing“-Modus. Außer einer 32-Bit Variante (preview) sind die 64-Bit-ISO-Images nicht veröffentlicht worden.

## Kanotix-Slowfire 2024
Das aktuelle Kanotix-Slowfire basiert auf Debian 12 „Bookworm“. Die ISO-Images und aktuellen Pakete wurden am 31. März 2024 erstellt. Bedingt durch die Feiertage wurde das aktuelle Release später veröffentlicht. Wie bei den vorigen Releases gibt es 5 Versionen mit KDE-Desktop und LXDE, jeweils für 64 und 32 Bit, sowie die kleine Version -eeepc4G. Wie zuletzt bei Kanotix-Silverfire werden die ISOs automatisch neu gebaut und damit die Tradition des Rolling-Release wieder aufgenommen. Neu hinzugekommen ist der Calamares-Installer (noch als Testversion), wie zuvor die aktuelle LibreOffice-Version sowie ein aktueller Kernel (Kernel 6.6-13.1).

## Kanotix-Towelfire 2025
Das neue Kanotix-Towelfire basiert auf Debian 13 „Trixie“. Die ISO-Images und aktuellen Pakete wurden am 25. Mai 2025 erstmals freigegeben. Ebenso wie Debian-Trixie ist es derzeit noch im „Testing“-Status. Wie bei den vorigen Releases gibt es 2 Versionen mit KDE-Desktop und LXDE, inzwischen nur noch für 64 Bit, sowie die kleine Version -eeepc4G. Wie zuvor werden die ISOs automatisch neu gebaut und damit die Tradition des Rolling-Release fortgesetzt. Der neu hinzugekommene Calamares-Installer ist noch als Testversion enthalten, wie zuvor die aktuelle LibreOffice-Version sowie ein aktueller Kernel. Die Bezeichnung "Towelfire" geht auf den Towel Day zurück, der am 25. Mai begangen wird.

## Derivate
Die Distribution Parsix war ein Derivat von Kanotix, das im Gegensatz zu Kanotix auf die Desktop-Umgebung Gnome ausgerichtet war.